# Kukuruz (biljni rod)
Kukuruz (lat. Zea), biljni rod jednogodišnjeg raslinja iz porodice Poaceae, red Poales, razred Liliopsida. Porijeklom je iz Amerike. Obuhvaća više vrsta. Postoje brojni kultivari

## Vrste
1. Zea diploperennis Iltis, Doebley & R.Guzmán
2. Zea luxurians (Durieu & Asch.) R.M.Bird
3. Zea mays L.
4. Zea mexicana (Schrad.) Kuntze
5. Zea nicaraguensis Iltis & B.F.Benz
6. Zea perennis (Hitchc.) Reeves & Mangelsd.